# William E. DePuy
William Eugene DePuy (Jamestown, 1º ottobre 1919 – Arlington, 9 settembre 1992) è stato un generale statunitense.
Ufficiale molto aggressivo ed autoritario, divenne, dopo una brillante carriera come ufficiale combattente nella seconda guerra mondiale, il principale collaboratore per la strategia e la tattica, del comandante supremo del MACV, generale William Westmoreland, nella fase della cosiddetta escalation della guerra del Vietnam. In questo ruolo fu il più importante propugnatore e teorico della rigida tattica offensiva del search and destroy che egli applicò con tenacia e grande energia prima nel ruolo di capo ufficio operazioni del MACV e poi come comandante sul campo della 1st Infantry Division.
Dopo il richiamo in patria nel 1967 e il ritiro degli Stati Uniti dal conflitto indocinese, DePuy, considerato, nonostante il fallimento delle operazioni americane in Vietnam, il maggiore esperto di tattica dell'esercito, ricevette nel 1973 l'incarico di dirigere il nuovo TRADOC, il comando appena creato per il miglioramento dell'addestramento e delle dottrine operative. in questo ruolo svolse fino al suo ritiro nel 1977 un compito fondamentale contribuendo in modo decisivo alla riforma dell'esercito degli Stati Uniti e al miglioramento delle sue capacità tattiche e operative.

## Biografia

### Gli inizi e la seconda guerra mondiale
William Eugene DePuy era originario di Jamestown, nel Dakota del Nord, ma compì gli studi universitari in scienze ed economia all'Università statale del Dakota del Sud. La sua carriera militare nel United States Army ebbe inizio nel 1941 nel quadro del programma accelerato promosso dalle forze armate americane per potenziare gli organici alla vigilia della partecipazione degli Stati Uniti alla seconda guerra mondiale; DePuy entrò a far parte del Reserve Officers' Training Corps (ROTC) e nel 1941 completò i corsi accademici per ufficiali inferiori della riserva dell'esercito uscendo dalla scuola con il grado di sottotenente e venendo assegnato al 20º reggimento di fanteria a Fort Leonard Wood, nello stato del Missouri. Durante questo periodo di servizio DePuy prese parte con il suo reparto alle famose grandi manovre in Louisiana, studiate dall'alto comando per valutare e migliorare le capacità operative dell'esercito.
Gli Stati Uniti entrarono nella seconda guerra mondiale il 7 dicembre 1941 ma le forze terrestri americane parteciparono alle operazioni in occidente solo a partire dal novembre 1942; il giovane tenente DePuy non prese parte alle prime campagne ma venne assegnato alla nuova e inesperta 90ª Divisione di fanteria di cui era previsto l'impiego nella grande operazione Overlord iniziata il 6 giugno 1944. I primi combattimenti della divisione sul fronte occidentale furono estremamente difficoltosi, i reparti impegnati nella battaglia di Normandia non si dimostrarono in grado di affrontare gli scontri nel difficile territorio del bocage normanno, molti ufficiali non diedero buona prova e dovettero essere sostituiti. DePuy combatté in prima linea, condivise le difficoltà dei suoi uomini e dimostrò capacità ed energia venendo rapidamente promosso sul campo fino ad assumere a 24 anni nell'agosto 1944, con il grado di maggiore, il comando di un battaglione della 90ª Divisione fanteria.
Fino al termine della seconda guerra mondiale in Europa, DePuy continuò a servire con distinzione nella 90ª Divisione di fanteria che divenne rapidamente, dopo le difficoltà iniziali, una delle migliori formazioni dell'esercito americano; egli rimase comandante di battaglione e venne impiegato anche come ufficiale alle operazioni al quartier generale del reparto. Per il valore dimostrato in combattimento venne promosso nel gennaio 1945 al grado di tenente colonnello e ricevette numerose decorazioni tra cui la Distinguished Service Cross e per tre volte la Silver Star.

### Dopo la seconda guerra mondiale
Dopo la fine della guerra mondiale, DePuy continuò la carriera militare prestando servizio in una serie di comandi operativi e servizi di stato maggiore; in particolare tenne il comando in Germania occidentale prima di un battaglione della 4ª Divisione di fanteria, poi di un gruppo da combattimento della 3ª Divisione di fanteria. L'ufficiale inoltre seguì una serie di corsi di specializzazione per migliorare la sua preparazione, tra cui un anno di corso al Defense Language Institute per apprendere la lingua russa. Nel 1949 ricevette l'incarico di "Assistente dell'addetto militare" e quindi quello di "facente funzione dell'addetto militare" all'ambasciata statunitense a Budapest.
In questo periodo DePuy conobbe Marjory Kennedy Walker, originaria di Salem, una specialista di Estremo Oriente che aveva prestato servizio sia nell'Office of Strategic Services che nella CIA; i due si sposarono nel giugno 1951; il primo figlio, William DePuy junior, nacque nel luglio 1952, a cui seguirono le sorelle Joslin, nel luglio 1953, e Daphne, nel luglio 1954.
All'inizio degli anni sessanta, William DePuy ritornò in Europa per seguire corsi di specializzazione presso scuole di applicazione britanniche, prima di prestare nuovamente servizio in incarichi operativi sul continente fino al maggio 1962 quando il generale venne richiamato in patria dove ricevette l'incarico importante di "Direttore per la guerra non convenzionale" alle dipendenze del vice capo di stato maggiore addetto alle operazioni (Director of Special Warfare in the Office of the Deputy Chief of Staff for Military Operations); DePuy era altamente stimato dai suoi superiori e ben presto assunse la direzione della sezione "Piani operativi e programmi" dell'ufficio dell'assistente capo di stato maggiore per lo sviluppo delle forze.

### Nella guerra del Vietnam
All'inizio degli anni sessanta DePuy, ritenuto ormai uno dei generali più capaci della nuova generazione dell'esercito americano, prestò servizio all'interno dell'amministrazione del ministero della difesa al Pentagono dove impressionò i civili per la sua preparazione e per la sua personalità. Dopo un incarico nella CIA nel 1963 venne inviato in Indocina su proposta del generale Richard G. Stilwell, per far parte della struttura di comando del MACV guidato dal generale William Westmoreland.